# Nacionalna športska reprezentacija
Nacionalna športska reprezentacija (također i: reprezentacija, predstavništvo, nacionalni sastav, izabrana vrsta) je športski sastav koji predstavlja neku državu ili nesamostalni teritorij koji ima svoj vlastiti športski savez koji se natječe odvojeno od države kojoj nesamostalni teritorij pripada. Izraz se rabi u skupnim športovima. 
Uvjeti za imati pravo biti članom nacionalne športske reprezentacije ovise od krovne međunarodne športske organizacije pod čijim se krovom natječu. 